# Horst-Günter Gregor
Horst-Günter Gregor (n. 24 iulie 1938, Elbląg, Polonia – d. 25 aprilie 1995, Leipzig, Germania) a fost un înotător ce a reprezentat Republica Democrată Germană, medaliat olimpic. A participat la 2 ediții ale Jocurilor Olimpice (1964, 1968) în care a câștigat 3 medalii de argint.